# Gare de Varennes-sur-Allier
Gare de Varennes-sur-Allier – stacja kolejowa w Varennes-sur-Allier, w departamencie Allier, w regionie Owernia-Rodan-Alpy, we Francji. Jest zarządzany przez SNCF (budynek dworca) i przez RFF (infrastruktura).
Została otwarta w 1864 przez Compagnie du chemin de fer Grand-Central de France. Stacja jest obsługiwana przez pociągi Intercités i TER Auvergne.

## Położenie
Znajduje się na linii Moret – Lyon, w km 341,440, pomiędzy stacjami Bessay-sur-Allier i Saint-Germain-des-Fossés, na wysokości 239 m n.p.m.

## Linie kolejowe
- Moret – Lyon